# Astano
Astano is een gemeente en plaats in het Zwitserse kanton Ticino, en maakt deel uit van het district Lugano.
Astano telt 285 inwoners.